# Carl Zeiss (przedsiębiorstwo)
Carl Zeiss AG – niemieckie przedsiębiorstwo, zajmujące się produkcją różnorodnego sprzętu optycznego. Od kilkudziesięciu lat zajmuje się także opracowywaniem i produkcją współrzędnościowych maszyn pomiarowych. Znana z wysokiej jakości wyrobów. Wyroby firmy to m.in. obiektywy fotograficzne, soczewki, okulary, szkła kontaktowe, lunety, lornetki, teleskopy, mikroskopy, celowniki optyczne, a nawet środki do czyszczenia optyki oraz mikrosilniki spalinowe JENA (głównie samozapłonowe) dla modelarzy. Częścią koncernu jest Carl Zeiss Sports Optics GmbH.
Segmenty technologiczne, w których ZEISS posiada kompetencje i oferuje swoje rozwiązania to:
SMT – Semiconductor Manufacturing Technology
IQR – Industrial Quality & Research
MED – Medical Technology
COM – Consumer Markets
Wg danych firmy z roku finansowego 2017/18 światowy ZEISS osiągnął: 5,8 miliardów EURO przychodów, 772 zysku w milionach EURO (EBIT) i posiadała ponad 30 000 pracowników na świecie.

## Historia
Przedsiębiorstwo zostało założone w 1846 roku w Jenie przez rzemieślnika Carla Zeissa jako warsztat mechaniki precyzyjnej o specjalności przyrządów optycznych. Początkowo specjalizował się w lupach, a następnie mikroskopach, budując ich tysiąc przez pierwsze 20 lat istnienia warsztatu. Opracował m.in. pierwszy złożony mikroskop wielosoczewkowy. W latach 60. XIX w. Zeiss zaangażował do współpracy profesora fizyki Ernsta Abbego, którego odkrycia w zakresie optyki doprowadziły do dalszych sukcesów firmy. Trzecim istotnym współpracownikiem od 1881 roku był profesor chemii Otto Schott, który wynalazł nowy typ szkła, produkowany następnie w hucie Schotta sfinansowanej przez Zeissa. W 1886 roku firma wyprodukowała dziesięciotysięczny mikroskop, a w 1887 roku pierwszy mikroskop apochromatyczny, nie zniekształcający kolorów. W 1888 roku Carl Zeiss zmarł, a zakłady przejął Ernst Abbe, zakładając Fundację Carla Zeissa, którą następnie kierował. Fundacja, do której należała także huta szkła Schotta, w kolejnych latach wykupywała słabsze firmy.
Koncern Zeissa był m.in. dostawcą przyrządów celowniczych i obserwacyjnych dla armii niemieckiej podczas obu wojen światowych, a także dla innych armii. Podczas II wojny światowej zakłady zostały zbombardowane. Główna siedziba w Jenie została zajęta w kwietniu 1945 przez Amerykanów, którzy wywieźli na Zachód przyrządy i dokumentację z działu badawczo-rozwojowego oraz ewakuowali 250 czołowych specjalistów. Na mocy układu w Poczdamie, Jena ostatecznie znalazła się w radzieckiej strefie okupacyjnej, przekształconej później w Niemiecką Republikę Demokratyczną. Rosjanie również wywieźli pozostałe oprzyrządowanie fabryki, niemniej przystąpiono do jej odbudowy. W NRD pozostały zakłady Carl Zeiss Jena funkcjonujące jako przedsiębiorstwo państwowe (VEB), a w RFN reaktywowano zakłady Carl Zeiss w Oberkochen, w oparciu o przedwojenne zakłady Rudolfa Winkla w Getyndze (nabyte przez Fundację w 1911) i Moritza Hensoldta w Wetzlar (utworzone w 1852 i nabyte przez Fundację w 1928). Produkty zachodnioniemieckie funkcjonowały także pod marką Hensoldt. W połowie lat 60. XX wieku rozstrzygnięto spór sądowy, pozwalając zarówno zakładom z NRD i RFN na używanie znaku firmowego Zeiss jako następcom podzielonej Fundacji.
W 2006 roku zakłady Hensoldt w Wetzlar przekształcono w Carl Zeiss Sports Optics GmbH. Od 2006 roku Zeiss współpracuje z firmą Sony przy projektowaniu oraz produkcji obiektywów marki Alfa.
We wrześniu 2010 firma przedstawiła swoje plany związane z manualnymi obiektywami do lustrzanek. Producent podjął decyzję o dalszym rozwoju modeli ZE i ZF.2 (dla lustrzanek Canon i Nikon). Poinformowano również o zakończeniu produkcji obiektywów ZK (dla Pentax K).
W lipcu 2013 firma poinformowała, iż kończy produkcję obiektywów pod nazwą „Carl Zeiss”, jednocześnie informując, iż nowe obiektywy będą produkowane pod nową nazwą: „ZEISS”.

### Partnerstwo strategiczne z ASML
W 1983 Zeiss dostarczył swoją pierwszą optykę litograficzną do obecnej firmy ASML. Od 1997 roku obie firmy utrzymują strategiczne partnerstwo, którego celem jest utrzymanie wspólnej pozycji lidera technologicznym i rynkowym w produkcji półprzewodników. W 2001 roku firma Carl Zeiss AG założyła Carl Zeiss SMT GmbH jako spółkę zależną do rozwoju i produkcji optyki do produkcji półprzewodników.
W 2005 roku miała miejsce pierwsza dostawa optyki projekcyjnej EUV do ASML. Udane wykorzystanie promieniowania EUV o długości fali 13,5 nm umożliwiło dalszą redukcję rozmiarów chipów komputerowych. Od 2016 roku firma ASML posiada 24,9% udziałów w firmie Carl Zeiss. Dzięki swojej optyce o wysokiej wydajności firma Carl Zeiss dostarcza centralny system w skanerach litografii EUV firmy ASML i jest tym samym jej najważniejszym partnerem strategicznym.
Według strony internetowej firmy, 80% wszystkich mikrochipów na świecie jest produkowanych z optyką Zeiss.

## Carl Zeiss Polska
Carl Zeiss Polska jest obecny na rynku polskim od 1970 roku. Ma swoje biura w Poznaniu (siedziba główna), w Warszawie (oddział) oraz Laboratorium szkoleniowo-pomiarowe ZEISS Quality Excellence Center w Tychach. W Tychach mieści się również laboratorium wzorcujące, które  działa zgodnie z systemem zarządzania wg normy ISO/IEC 17025 i wykonuje wzorcowania: współrzędnościowych maszyn pomiarowych z głowicą pomiarową stykową o zakresie pomiarowym 0–3818 mm.
Carl Zeiss Polska reprezentują w Polsce następujące grupy biznesowe: technologię medyczną (MED), optykę okularową (VIS), metrologię przemysłową – Industrial Quality Solutions (IQS) oraz mikroskopię – Research Microscopy Solutions (RMS).
Zespół ZEISS w Polsce to grupa ponad 100 wykwalifikowanych pracowników wykonujących swe obowiązki z lokalizacji rozproszonych po Polsce, oferującym profesjonalne wsparcie sprzedażowe, szkoleniowe, usługowe i serwisowe.

## Produkty
Carl Zeiss na  świecie oferuje produkty w obszarach:  rozwiązania do wytwarzanie układów scalonych, maszyny pomiarowe współrzędnościowe optyczne i stykowe, tomografy przemysłowe, skanery 3D, urządzenia do mikrochirurgii i urządzenia okulistyczne, soczewki wewnątrzgałkowe, optykę okularową (soczewki okularowe) i produkty konsumenckie (np. obiektywy, lornetki, lunety itp.).
Carl Zeiss Polska sprzedaje, serwisuje i wspiera produkty ZEISS wg poniższej specjalizacji:
Dział IQS oferuje swoim klientom systemy pomiarowe: maszyny współrzędnościowe, skanery 3D, tomografy przemysłowe oraz usługi: pomiarowe, szkolenia, serwisu sprzętu, wzorcowania współrzędnościowych maszyn pomiarowych. Laboratoria pomiarowe zlokalizowane są w Warszawie i Tychach.
Dział MED dostarcza produkty i rozwiązania dla okulistyki i mikrochirurgii.
Dział RMS oferuje mikroskopy optyczne, mikroskopy fluorescencyjne, mikroskopy konfokalne, mikroskopy elektronowe, mikroskopy rentgenowskie oraz systemy do analizy obrazu.
Dział VIS wspiera klientów najwyższą jakością produktów optycznych.

### Obiektywy ZA z mocowaniemSony Alfa

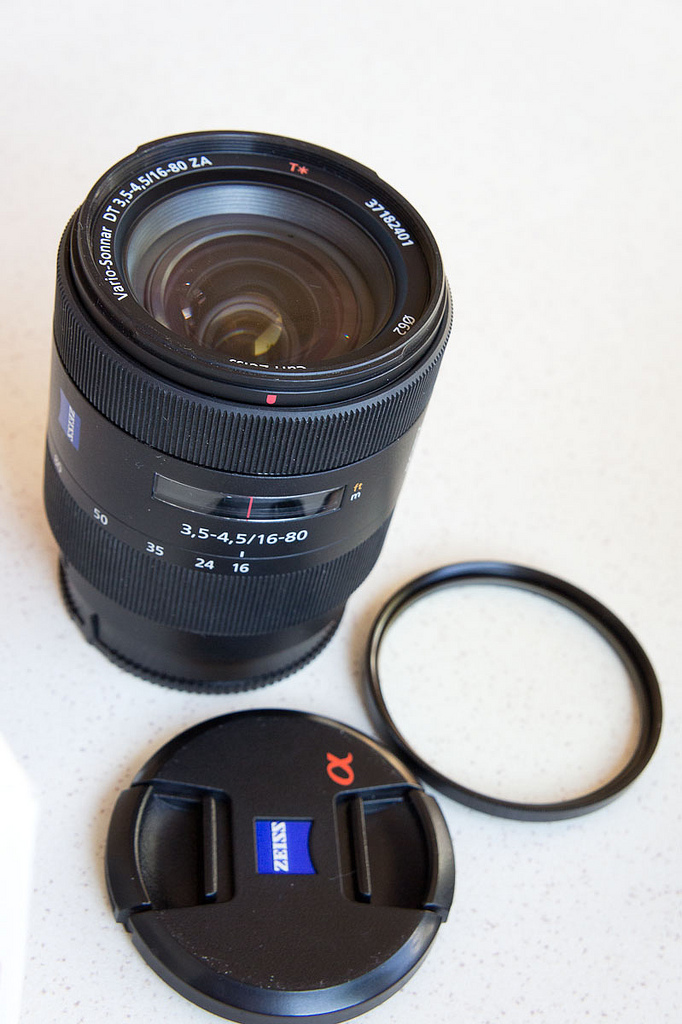
Sony Vario-Sonnar T* DT 16-80mm f/3.5-4.5 ZA

| Obiektywy zmiennoogniskowe                   |                  |
| Sony Vario-Sonnar T* DT 16-80mm f/3.5-4.5 ZA | kwiecień 2007    |
| Sony Vario-Sonnar T* 24-70mm SSM f/2.8 ZA    | luty 2008        |
| Sony Vario-Sonnar T* 16-35mm SSM f/2.8 ZA    | luty 2009        |
| Obiektywy stałoogniskowe                     |                  |
| Sony Planar T* 85mm f/1.4 ZA                 | październik 2006 |
| Sony Sonnar T* 135mm f/1.8 ZA                | październik 2006 |
| Sony Distagon T 24 mm f/2 ZA SSM             | 2010             |

### Manualne obiektywy serii Z
Carl Zeiss zajmuje się projektowaniem i produkcją (na zlecenie Zeiss w Japonii w fabrykach firmy Cosina) manualnych obiektywów do lustrzanek z mocowaniami:
- ZE - mocowanie Canon EF,
- ZF - mocowanie Nikon F,
- ZF.2,
- ZF-I,
- ZF-IR,
- ZK - mocowanie Pentax K,
- ZS - mocowanie M42 (np. Pentacon/Practica/Pentax)

| Optical design               | ZE | ZF | ZF.2 | ZF-I | ZF-IR | ZK | ZS |
| ---------------------------- | -- | -- | ---- | ---- | ----- | -- | -- |
| Distagon T✻ 18 mm 1:3.5      | ✓  | ✓  | ✓    | —    | —     | ✓  | —  |
| Distagon T✻ 21 mm 1:2.8      | ✓  | ✓  | —    | —    | —     | ✓  | —  |
| Distagon T✻ 25 mm 1:2.8      | —  | ✓  | —    | ✓    | ✓     | ✓  | ✓  |
| Distagon T✻ 28 mm 1:2.0      | ✓  | ✓  | ✓    | ✓    | —     | ✓  | —  |
| Distagon T✻ 35 mm 1:1.4      | ✓  | —  | ✓    | —    | —     | —  | —  |
| Distagon T✻ 35 mm 1:2.0      | ✓  | ✓  | ✓    | ✓    | —     | ✓  | ✓  |
| Planar T✻ 50 mm 1:1.4        | ✓  | ✓  | ✓    | —    | —     | ✓  | ✓  |
| Makro-Planar T✻ 50 mm 1:2.0  | ✓  | ✓  | ✓    | —    | —     | ✓  | —  |
| Planar T✻ 85 mm 1:1.4        | ✓  | ✓  | ✓    | —    | ✓     | ✓  | —  |
| Makro-Planar T✻ 100 mm 1:2.0 | ✓  | ✓  | ✓    | —    | —     | ✓  | —  |

### Obiektywy do zastosowań filmowych
- Master Prime T*XP Distagon 14 mm T1.3
- Master Prime T*XP Distagon 16 mm T1.3
- Master Prime T*XP Distagon 18 mm T1.3
- Master Prime T*XP Distagon 21 mm T1.3
- Master Prime T*XP Distagon 25 mm T1.3
- Master Prime T*XP Distagon 27 mm T1.3
- Master Prime T*XP Distagon 32 mm T1.3
- Master Prime T*XP Distagon 35 mm T1.3
- Master Prime T*XP Distagon 40 mm T1.3
- Master Prime T*XP Planar 50 mm T1.3
- Master Prime T*XP Planar 65 mm T1.3
- Master Prime T*XP Sonnar 75 mm T1.3
- Master Prime T*XP Sonnar 100 mm T1.3
- Master Prime T*XP Sonnar 150 mm T1.3
- Master Zoom T*XP 16.5–110 mm T2.6
- Master Macro T*XP Makro-Planar 100 mm T2.0/T4.3
- Leightweight Zoom LWZ.2 T*XP Vario-Sonnar 15.5–45 mm T2.6
- Ultra Prime 8R T* Distagon 8 mm T2.8
- Ultra Prime T* Distagon 10 mm T2.1
- Ultra Prime T* Distagon 12 mm T1.9
- Ultra Prime T* Distagon 14 mm T1.9
- Ultra Prime T* Distagon 16 mm T1.9
- Ultra Prime T* Distagon 20 mm T1.9
- Ultra Prime T* Distagon 24 mm T1.9
- Ultra Prime T* Distagon 28 mm T1.9
- Ultra Prime T* Distagon 32 mm T1.9
- Ultra Prime T* Distagon 40 mm T1.9
- Ultra Prime T* Planar 50 mm T1.9
- Ultra Prime T* Planar 65 mm T1.9
- Ultra Prime T* Planar 85 mm T1.9
- Ultra Prime T* Sonnar 100 mm T1.9
- Ultra Prime T* Sonnar 135 mm T1.9
- Ultra Prime T* Sonnar 180 mm T1.9

- Compact Prime CP.2 T* Distagon 18 mm T3.6
- Compact Prime CP.2 T*XP Distagon 21 mm T2.9
- Compact Prime CP.2 T*XP Distagon 25 mm T2.9
- Compact Prime CP.2 T*XP Distagon 28 mm T2.1
- Compact Prime CP.2 T*XP Distagon 35 mm T2.1
- Compact Prime CP.2 T*XP Distagon 50 mm T2.1
- Compact Prime CP.2 T* Planar 50 mm T2.1 Macro
- Compact Prime CP.2 T* Planar 85 mm T2.1
- Compact Prime CP.2 T* Makro-Planar 100 mm T2.1 CF
- Ultra 16 T*XP Distagon 6 mm T1.3
- Ultra 16 T*XP Distagon 8 mm T1.3
- Ultra 16 T*XP Distagon 9.5 mm T1.3
- Ultra 16 T*XP Distagon 12 mm T1.3
- Ultra 16 T*XP Distagon 14 mm T1.3
- Ultra 16 T*XP Distagon 18 mm T1.3
- Ultra 16 T*XP Distagon 25 mm T1.3
- Ultra 16 T*XP Planar 35 mm T1.3
- Ultra 16 T*XP Planar 50 mm T1.3
- DigiPrime T* 3.9 mm T1.9
- DigiPrime T* 5 mm T1.9
- DigiPrime T* 7 mm T1.6
- DigiPrime T* 10 mm T1.6
- DigiPrime T* 14 mm T1.6
- DigiPrime T* 20 mm T1.6
- DigiPrime T* 28 mm T1.6
- DigiPrime T* 40 mm T1.6
- DigiPrime T* 52 mm T1.6
- DigiPrime T* 70 mm T1.6
- DigiPrime T* 135 mm T1.9
- DigiZoom T* Vario-Sonnar 6–24 mm T1.9
- DigiZoom T* Vario-Sonnar 17–112 mm T1.9